# Форосна
Форо́сна (укр. Форосна) — село в Ванчиковецкой сельской общине Черновицкого района Черновицкой области Украины.
До 2020 года входило в Новоселицкий район
Население по переписи 2001 года составляло 987 человек. Почтовый индекс — 60341. Телефонный код — 3733. Код КОАТУУ — 7323089001.